# Antiperonismo

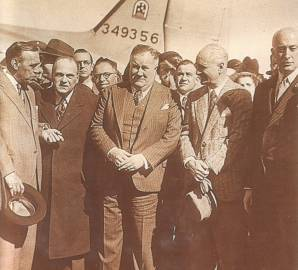
Spruille Braden, embajador estadounidense, uno de los principales impulsores del antiperonismo.

El antiperonismo es una posición política que se caracteriza por una categórica oposición al peronismo, el movimiento político-sindical creado en Argentina bajo el liderazgo de Juan Domingo Perón. Fueron antiperonistas las dictaduras de Pedro Eugenio Aramburu (1955-1958), Juan Carlos Onganía (1966-1970), Alejandro Agustín Lanusse (1971-1973), Jorge Rafael Videla (1976-1981), Roberto Viola (1981), Leopoldo Galtieri (1981-1982) y Reynaldo Bignone (1982-1983). En 1962 y 1963, dos sectores antiperonistas de las Fuerzas Armadas se enfrentaron por las armas causando gran cantidad de muertos y heridos, en un conflicto conocido como Azules y Colorados y que ha sido caracterizado como "la guerra civil del antiperonismo". También fueron ejecutados por grupos antiperonistas el atentado de la Plaza de Mayo del 15 de abril de 1953 que causó 6 muertos y decenas de heridos, y el Bombardeo de la Plaza de Mayo de 1955, que asesinó al menos a 308 personas y dejó cientos de heridos.
En 1955, a partir de una expresión usada en un programa humorístico, los propios antiperonistas adoptaron la denominación de «gorilas», con un sentido elogioso. Con el correr de los años el término también comenzó a ser utilizado por peronistas y no peronistas.

## Origen
El antiperonismo surgió a comienzos de 1945 como reacción de varios sectores, principalmente los grupos empresarios apoyados por la embajada de los Estados Unidos liderada por Spruille Braden, contra las políticas laborales y de seguridad social implementadas por la Secretaría de Trabajo y Previsión, a cargo de Juan Domingo Perón, durante la Revolución de 1943.
El gobierno de 1943-1946 estuvo integrado por grupos de diferentes ideologías; en particular Perón, lideró un grupo que estableció su base en la Secretaría de Trabajo y Previsión, integrado por la mayor parte de los sindicatos socialistas y sindicalistas revolucionarios que impulsaban una novedosa política de derechos laborales y desarrollo industrial, que ganó la simpatía de amplios sectores populares social y étnicamente discriminados y se fue consolidando durante ese período.
En 1945, impulsado por el embajador estadounidense en Argentina, Spruille Braden, surgió un grupo heterogéneo, que tenía en común su oposición a las políticas que impulsaba Perón. Con anterioridad había desempeñado un papel relevante en la Guerra del Chaco entre Bolivia y Paraguay, preservando los intereses de la Standard Oil.
El historiador Alejandro Grimson ha señalado que el antiperonismo es anterior al peronismo, tanto cronológica como ideológicamente. Fue la conformación de un amplio frente de oposición a las leyes y políticas laborales impulsadas por Perón desde la Secretaría de Trabajo, y apoyadas principalmente por las corrientes sindicales socialista y sindicalista revolucionaria, lo que impulsó a estas última a definirse como "peronistas":

El antiperonismo es, si se quiere, anterior al peronismo, ya que recoge una matriz del siglo XIX que es la matriz sarmientina, civilización o barbarie, que es claramente racista y que implica que somos Europa y todo lo que no es Europa es el resto, y el peronismo es el resto.

El 16 de junio de 1945, 321 organizaciones patronales, lideradas por la Bolsa de Comercio y la Cámara Argentina de Comercio, publicaron el Manifiesto del Comercio y la Industria, cuestionando duramente la política laboral. La principal queja del sector empresario era que se estaba creando «un clima de recelos, de provocación y de rebeldía, que estimula el resentimiento, y un permanente espíritu de hostilidad y reivindicación».
La ofensiva contra las leyes laborales llevó a que, hacia mediados de julio de 1945, muchos integrantes del socialismo y el sindicalismo revolucionario, y en menor medida del comunismo y el anarquismo, comenzaran a identificarse como "peronistas".
El 8 de octubre de 1945 se produjo un golpe de Estado cívico-militar, liderado por el general Eduardo J. Ávalos (uno de los líderes del GOU), con el apoyo del radical Amadeo Sabattini. Los golpistas destituyeron a Perón y lo detuvieron en la Isla Martín García. Una semana después, el 17 de octubre, una manifestación obrera logró la liberación de Perón y el compromiso de la dictadura de convocar a elecciones libres.
Debido a que todos los partidos políticos entonces existentes eran antiperonistas, dirigentes sindicales de todas las corrientes crearon el Partido Laborista de Argentina, bajo la presidencia del sindicalista revolucionario Luis Gay, siguiendo el ejemplo de su homónimo británico que acababa de triunfar en las elecciones con la candidatura de Clement Attlee. Como candidato a presidente el nuevo partido llevó a Perón. 
La mayoría de los partidos políticos antiperonistas formaron un frente electoral bajo el nombre de Unión Democrática —constituida por la Unión Cívica Radical, el Partido Socialista, el Partido Comunista y el Partido Demócrata Progresista- que presentó la fórmula de los radicales José P. Tamborini-Enrique Mosca para candidatos a presidente y vicepresidente.
Dos semanas antes de las elecciones convocadas para el 24 de febrero de 1946, los Estados Unidos publicaron el Libro Azul sobre Argentina, atribuyéndole a Perón una cantidad de actos de apoyo al nazismo, que en realidad habían sido cometidos por el expresidente conservador Ramón Castillo, derrocado por el grupo apoyado por Perón. Perón respondió publicando el Libro Azul y Blanco (refiriéndose a la bandera nacional argentina), señalando los errores históricos de las imputaciones y señalando que el libro había sido escrito por un comunista español llamado Gustavo Durán, bajo las órdenes de Braden. Estados Unidos desmintió el dato, pero Durán lo reconoció años después. El Partido Laborista creó entonces el eslogan "Braden o Perón".
El 24 de febrero de 1946 se realizaron las elecciones. Perón triunfó sorpresivamente, con el 52,84 % de los votos, y el peronismo llegó por primera vez al poder.

## Características
La aparición del antiperonismo en la Argentina, como movimiento opuesto a las políticas laborales y previsionales impulsadas desde la Secretaría de Trabajo y Previsión a cargo de Juan D. Perón, aún antes de que el peronismo tomara identidad propia, tuvo componentes altamente emocionales, con contenidos étnicos y sociales, reconociendo como antecedente la división entre yrigoyenistas y antirigoyenistas (o antipersonalistas) que se produjo durante el ciclo democrático anterior.
En términos sociales, el antiperonismo tiene un gran arraigo en los sectores altos de la sociedad, en la que casi no hay simpatizantes peronistas, y una importante presencia en las clases medias urbanas de la ciudad de Buenos Aires. Algunos incluyen a la clase media en el antiperonismo.
La historiadora Silvia Sigal sostiene que el antiperonismo nació no como oposición a las nuevas políticas sociales sino que:

Perón era percibido, sobre todo, como una figura del régimen militar y, dentro de este, formando parte de la fracción de coroneles pronazis.

La historiadora Flavia Fiorucci dice que intelectuales de las más diversas ideologías, desde los que se expresaban en la revista liberal estetizante Sur hasta los que escribían en el diario socialista La Vanguardia rechazaron inicialmente a Perón en su gran mayoría y que cuando este inició su gobierno lo consideraron como la instauración del fascismo. En sentido contrario, el historiador Aritz Recalde sostiene que la idea de que el peronismo fue un movimiento antiintelectual es un mito creado desde el poder del Estado, a partir de la dictadura antiperonista que tomó el poder en 1955.
Con el paso de los años amplios grupos de intelectuales se sumaron al peronismo, como los radicales Arturo Jauretche y Darío Alessandro, Leonardo Favio, Hugo del Carril, Cátulo Castillo, Guillermo Fernández, Rodolfo Walsh, Carlos Mujica, Roberto Carri, Horacio González, Pino Solanas, Octavio Getino, Amelia Podetti, Arturo Sampay, Enrique Santos Discépolo,  Ricardo Carpani, Leónidas Lamborghini, entre otros, mientras que otros asumieron una postura «no peronista» sin considerarse antiperonistas, como Aníbal Troilo, Leopoldo Marechal, Juan Carlos Scannone, Eduardo Galeano, Jerónimo Podestá, Jorge Bergoglio, Eduardo Pironio, Homero Manzi, Alcira Argumedo, Manuel Savio y Raúl Scalabrini Ortiz, entre otros.  
Entre los intelectuales antiperonistas se encontraba el escritor Julio Cortázar, que en su novela El examen, en donde describe desde una postura de clase media alta, los sentimientos de miedo y rechazo ante el avance de los sectores más postergados. Con  posterioridad Cortázar abandonó su postura antiperonista, sin adherir explícitamente tampoco al peronismo.
Dentro de la corriente antiperonista también se enrolaron grupos de inspiración corportivista, liberal, anticapitalista, capitalista marxista,antifascista, estalinista, antisemita, nazi y fascista, así como partidarios de las dictaduras militares de derecha latinoamericanas, que tuvieron especial importancia durante la Revolución Libertadora (1955-1958), Revolución Argentina (1966-1973) y Proceso de Reorganización Nacional (1976-1983). Sucedido el golpe de Estado del 28 de junio de 1966 que derrocó al presidente constitucional Arturo Illia, elegido con la proscripción tanto del peronismo, como del frondizismo, quien a su vez mantuvo la prohibición a Perón de regresar al país, sindicalistas peronistas asistieron a la ceremonia de jura de las nuevas autoridades y Juan Domingo Perón aplaudió el golpe desde Madrid, afirmando que el golpe de Estado era "la única salida para acabar con el régimen corrupto que imperó en Argentina en los últimos tres años".
Si bien Perón era militar y hubo muchos militares peronistas, también el antiperonismo tuvo una gran presencia en las Fuerzas Armadas, y muy especialmente en la Armada. Entre los militares que gobernaron el país, por ejemplo el almirante Isaac Rojas, el general Alejandro A. Lanusse y el exgeneral Jorge Rafael Videla, mantuvieron una estricta posición antiperonista.
En el año 1955, los comandos civiles antiperonistas cometerían actos de violencia, incluyendo el terrorismo, colocando bombas en abril en la Confederación General Universitaria (CGU), o el mismo mes en Mar del Plata sobre la CGT y el Partido Peronista, como asimismo en los meses sucesivos en las Embajadas de Yugoslavia e Israel, provocando al mismo tiempo serios destrozos en la ciudad, como en el Banco Nación, la Lotería Nacional, el Ministerio de Asistencia Social y Salud Pública, YPF, entre otros lugares. También cabe mencionar que ante en la desconcentración de un acto peronista en el Congreso en junio de 1955 le arrojaron agua hirviente a los manifestantes. También participarían del intento de golpe de Estado de 1951, el atentado de la Plaza de Mayo del 15 de abril de 1953 que asesinó a seis manifestantes peronistas e hirió a otros noventa, y el Bombardeo de la Plaza de Mayo de 1955, en el que fueron asesinadas 308 personas oficialmente identificadas, más un sinnúmero de personas que eran irreconocibles debido a las mutilaciones, y cientos de heridos. Entre las víctimas había 111 militantes sindicales, de los cuales 23 eran mujeres y seis niños. Los comandos civiles van a destacarse más por la diferencia que por la similitud, además de la ya destacada intención golpista. En Córdoba, desde mediados de julio y hasta agosto de 1955, se sucedieron atentados con bombas o incendios: contra seis unidades básicas, la sede de la UES, de la Confederación General Universitaria, y un busto de Eva Perón en Unquillo. En esa provincia actuaron dos grupos de radicales: uno al mando de Yadarola y Rodolfo Amuchástegui, y otro comandado por Eduardo Galmond y Santiago H. del Castillo. Para el 16 de septiembre la UCR había convocado a un acto en la Casa Radical, donde repartieron armas en comités y en parroquias. Los comandos civiles ultracatólicos (llamados “palomas”) convocaron a la acción armada. Previamente negociaron un crédito con la Sociedad Rural para que financie actividades desestabilizadoras, como sabotajes a la red eléctrica, a los cables de la empresa telefónica Entel, y disparos a las ruedas de camiones de bomberos y ambulancias. Además, días antes representantes de la UCR y comandos civiles viajaron a Uruguay entrevistándose con Emilio Eduardo Massera, Horacio Mayorga, Oscar Antonio Montes y Osvaldo Cacciatore.

## Elogios y críticas
Oscar Camilión, que fue ministro de Defensa del Proceso de Reorganización Nacional y del presidente peronista Carlos Menem, afirmó que el denominador común del rechazo al peronismo comenzó de 1946 en adelante y que

no eran necesariamente las ideas económicas de Perón, ni las ideas sociales, sino ciertamente su autoritarismo y la obsecuencia que habían caracterizado de un modo muy profundo su sistema.

Martín Kunik, periodista del diario La Nación, históricamente crítico del peronismo, publicó en 2012 un artículo bajo el título de "¿Por qué es un error el peronismo?", donde dice:

El antiperonismo, por ser la antítesis sin concesiones de la primera minoría, termina haciendo lo que no se propone: le da entidad a la mística del peronismo. El peronista necesita del odio gorila o del antiperonista (recuerdo que no es lo mismo) para fortalecer su identidad y retroalimentar "el movimiento". El peronismo, como animal político, se nutre de la antítesis y destaca sus logros sociales en contradicción con los antiperonistas. Así, la crítica del antiperonismo queda atrapada en tratar de justificarse frente a las demandas sociales en vez de ser visto como propositivo. Si toda la culpa la tiene el otro, al final la persona independiente con capacidad de crítica empieza a desconfiar de vos porque es imposible no haber generado errores propios. La crítica termina siendo una fuente de debilidad.
Martín Kunik

Julio Bárbaro, un peronista que perteneció a los gobiernos de Carlos Menem y el radical Fernando de la Rúa, y que apoyó al gobierno de Mauricio Macri, definía en 2020 al antiperonismo en estos términos:

Según mi buen entender, los antiperonistas son en la actualidad la única fuerza política organizada, con un relato coherente y decenas de militantes que a diario lo profesan, enriquecen y multiplican. Defensores del verdadero poder, el de siempre, se saben oficialistas del destino... El antiperonismo es el partido de los que odian la política. No son nada más que eso: gente que desprecia a los humildes, por el origen del peronismo, de la causa, no por la deformación que hoy la parasita. Lo popular lastima sus refinamientos, sus delicadezas; del otro lado están los pobres, que son brutos, y una dirigencia corrupta.
Julio Bárbaro

### Lexicología
Algunos sectores antiperonistas desarrollaron posiciones racistas de alto contenido emocional y gran difusión, en la que se considera a los peronistas como “negros”, dándole a la palabra “negro” un sentido peyorativo. También formaron parte del léxico antiperonista apelativos despectivos como “cabecita negra”, “grasa”, ”descamisado”, o “groncho”. También se hizo famoso el término “aluvión zoológico”, utilizado para definir la llegada del peronismo al poder, creado por el diputado radical Ernesto Sammartino, quien por sus discursos en las sesiones del Congreso enfrentó varias denuncias por desacato y debió finalmente exiliarse.
El escritor Julio Cortázar, en su novela El examen, de 1950, recreó el siguiente diálogo entre un grupo de jóvenes antiperonistas que asisten a una manifestación peronista en la plaza de Mayo:

No me importan ellos -dijo Juan-. Me importan mis roces con ellos... Me jode no poder convivir, entendés. No-poder-con-vivir. Y esto ya no es un asunto de cultura intelectual, de si Braque o Matisse o los doce tomos o los genes o la archimedusa. Esto es una cosa de la piel y de la sangre. Te voy a decir una cosa horrible, cronista. Te voy a decir que cada vez que veo un pelo negro lacio, unos ojos alargados, una piel oscura, una tonada provinciana, me da asco.

La frase "¡Viva el cáncer!", pintada en las paredes de las ciudades cuando Eva Perón, la segunda esposa del líder peronista moría de esa enfermedad, constituyó una manifestación extrema del antiperonismo. El historiador antiperonista Hugo Gambini ha cuestionado la veracidad de esta inscripción, sosteniendo que no hay pruebas de que tal grafiti hubiera sido escrito. La periodista Patricia Sández ha relatado en un artículo titulado "Viva el cáncer, paredón y después..." y publicado en el diario La Nación que personalmente recogió testimonios que acreditan el hecho. En 2017, el economista libertario y antiperonista Javier Milei volvió a relacionar a Eva Perón con el cáncer, haciendo un chiste en el programa televisivo Animales sueltos, conducido por Alejandro Fantino, sobre un ramal ferroviario llamado Eva Perón, diciendo que con ese nombre no podía funcionar bien, porque "ese tren es un cáncer", desatando las risas de los participantes. El uso insultante de la frase volvió a presentarse en 2017 desatando un escándalo en la provincia de Tucumán, mediante un mensaje de audio grabado por el concejal Agustín Romano Norri de la Unión Cívica Radical, que decía:

Cortala con Eva Perón, hermano. No te vende, boludo. Es una puta, una ramera. Usted es peronista del peronismo, no de Evita. Lo respeto por eso, pero Evita no vende nada. No me mande fotos de Evita porque Evita es un cáncer. Viva el cáncer.

El concejal afirmó luego que el mensaje no era de su autoría, pero la totalidad de los bloques, tanto peronistas como no peronistas, lo repudiaron.

### Partidos políticos
Con la llegada del peronismo al poder, los partidos políticos argentinos tendieron a dividirse en un sector abiertamente antiperonista y un sector más orientado a la convivencia y a establecer acuerdos con el peronismo.
La Unión Cívica Radical se dividió en 1957 y el sector más antiperonista se organizó en la Unión Cívica Radical del Pueblo (UCRP), liderada por Ricardo Balbín. El otro sector, desarrollista y proclive al diálogo con el peronismo, especialmente por razones de estrategia electoral, fue la Unión Cívica Radical Intransigente (UCRI), encabezado por Arturo Frondizi, quien fue presidente con el apoyo de los votos peronistas.
El conservador Partido Demócrata Nacional también se dividió entre los que mantenían una dura posición antiperonista, encabezados por Horacio Thedy, y los que no se oponían al peronismo, encabezado por Vicente Solano Lima.
Asimismo el Partido Socialista se dividió y muchos dirigentes sindicales socialistas se sumaron a las filas del peronismo, como Ángel Borlenghi, quien fuera secretario general de la CGT socialista y llegó a ser el segundo hombre en importancia del gobierno peronista, ocupando el cargo de ministro del Interior. El sector más antiperonista de Américo Ghioldi se organizó como Partido Socialista Democrático. En 1953 se funda el Partido Socialista de la Revolución Nacional, dirigido por Jorge Abelardo Ramos, Enrique Rivera, Jorge Enea Spilimbergo, Esteban Rey, Enrique Fernández y Alberto Converti, entre otros, y que en las elecciones legislativas de 1954, a pesar de los ínfimos recursos, obtuvo 100 000 votos, apoyando este grupo al peronismo.
El Partido Comunista se dividió entre una posición radicalmente antiperonista, representada por Victorio Codovilla, y un sector del comunismo más cercano al peronismo, representado por Rodolfo Puiggrós. Durante los primeros gobiernos peronistas, muchos grupos de izquierda sostuvieron que la base del justicialismo era ampliamente popular, y por lo tanto no se le podía enfrentar, sino que se debía realizar una apertura hacia él y ubicarse en un apoyo crítico. En esta posición se ubicaron algunos sectores del trotskismo y de la izquierda independiente. Esta misma concepción fue sostenida por un dirigente tradicional del Partido Socialista, Enrique Dickman, quién formó el Partido Socialista de la Revolución Nacional (PSRN), que fue integrado por algunos militantes tradicionales, y recibió apoyo de la izquierda independiente.
Ante el avance de una corriente interna de la juventud radical progresista, Balbín prefirió concordar con Perón. Balbín a su vez había apoyado la dictadura conocida como Revolución Libertadora en 1955, la ilegalización del peronismo y la anulación de las elecciones provinciales ganadas por el peronismo en 1962, que llevaron al derrocamiento de Arturo Frondizi.
Un hecho de cierta importancia histórica en el conflicto peronismo-antiperonismo fue la alianza personal entre 1972 y 1974 y el histórico abrazo entre Ricardo Balbín y Juan Domingo Perón. El abrazo entre Balbín y Perón sucedió en un momento histórico de alta violencia política en la Argentina, y presuntamente abrió una cultura de diálogo democrático, que recién se concretó en 1983.

### Violencia política
El antiperonismo está muy relacionado con la violencia política que afectó a la Argentina entre 1945 y 1983. El periodista Blas García considera que "el antiperonismo fue terrorista y golpista desde su origen".
Entre los actos de violencia cometidos por grupos antiperonistas se destacaron los atentados realizados por los llamados comandos civiles, entre los que sobresalió el atentado en la plaza de Mayo del 15 de abril de 1953. El 16 de junio de 1955 diversos grupos de militares y civiles antiperonistas produjeron el bombardeo de la Plaza de Mayo, asesinando más de 310 personas y dejando heridas a otras 800.
Grupos antiperonistas también participaron activamente en los golpes de Estado del 28 de septiembre de 1951, y 16 de septiembre de 1955 (Revolución Libertadora) y 24 de marzo de 1976 (Proceso de Reorganización Nacional).[cita requerida]
La autodenominada "Revolución Libertadora" inició una política para "desperonizar" el país, que incluyó una política represiva sistemática contra ciudadanos peronistas, con fusilamientos, detenciones, cesantías, discriminación política y proscripciones electorales que continuó hasta 1973. En especial se cuestionan los fusilamientos de 1956 contra el general Juan José Valle y otros militares y civiles peronistas que se habían levantado contra la dictadura, incluyendo los fusilamientos clandestinos de José León Suárez.
Durante el autodenominado Proceso de Reorganización Nacional se cuestiona la política sistemática de terrorismo de Estado, dentro de la cual tuvo un papel importante la organización terrorista Triple A, creada por el ministro de Bienestar Social de las presidencias peronistas de 1973 en adelante, José López Rega.

## El término «gorilas»
El término se hizo popular a raíz de su utilización en un popular programa cómico radial de la época llamado La Revista Dislocada, conducido por Délfor Dicásolo (1920-2013) y Aldo Cammarota (1930-2002), guionista de la Revista Dislocada y él mismo activo político antiperonista, al que se ha atribuido personalmente la creación del término. En 1985, Cammarota contó el hecho en una columna escrita para el diario Clarín:

En marzo de 1955, hice por radio (en La Revista Dislocada) una parodia de Mogambo, una película con Clark Gable y Ava Gardner, que sucedía en África. En el sketch había un científico que ante cada ruido selvático, decía atemorizado: «Deben ser los gorilas, deben ser». La frase fue adoptada por la gente. Ante cada cosa que se escuchaba y sucedía, la moda era repetir «deben ser los gorilas, deben ser». Primero vino un fallido intento de golpe y luego el golpe militar de 1955. Al ingenio popular le quedó picando la pelota: «deben ser los gorilas, deben ser». Los golpistas se calzaron gustosos aquel mote.

La frase se transformó por entonces en un dicho enormemente popular: no solo provocó la aparición de una canción ("Deben ser los gorilas"), que vendió 60 mil copias en una semana, sino que dejó grabada una de las palabras con más peso simbólico de la historia política argentina.
En 1955, poco antes de la revolución cívico-militar que derrocó al presidente Perón, espontáneamente, los antiperonistas comenzaron a llamarse a sí mismos «gorilas». Los militares golpistas antiperonistas de la Marina se llamaron también a sí mismos como "gorilas". En las elecciones de 1963 el Partido de la Revolución Libertadora llevaba como lema electoral: "Llene el Congreso de gorilas".
Con el paso del tiempo el término dejó de ser utilizado de modo autorreferencial, pero permaneció como expresión muy extendida para designar a los antiperonistas, a veces con una significación despectiva, y a veces para designar una marcada actitud antiperonista.
El término «gorila» también fue aplicado dentro del propio peronismo por un sector para denigrar al otro. Así, los militantes de la organización política Montoneros que reivindicaban su pertenencia al peronismo utilizaron el canto «¿Qué pasa general que está lleno de gorilas el gobierno popular?» en el acto del 1° de mayo de 1974 encabezado por el presidente Perón, encuadrando así dentro del término gorila a algunos peronistas integrantes del gobierno, entre los cuales estaba el ministro de Bienestar Social designado por Perón, José López Rega, el organizador de la organización Triple A.

## Historiografía antiperonista
El historiador Hugo Gambini, autor de una extensa obra en tres tomos de Historia del peronismo, se ha definido como "gorila" y "antiperonista recargado".